# كريس نيلسون
كريس نيلسون (بالإنجليزية: Chris Nelson)‏ هو سياسي أمريكي، ولد في 18 أغسطس 1964 في ميتشل في الولايات المتحدة. حزبياً، نشط في الحزب الجمهوري.